# Charles Boyer
Charles Boyer (Fijac, Carcí, 1897 - Phoenix, Arizona, 1978) fou un actor cinematogràfic i teatral francès nacionalitzat estatunidenc. A partir del 1940 residí als EUA, on es convertí en l'actor francès més cotitzat pels estudis de Hollywood. Fou un gran especialista en la interpretació de personatges romàntics i apassionats. Entre les seves pel·lícules figuren: Private Worlds, 1935), Gaslight (1944), Cluny Brown (1946 i The Earrings of Madame de... (1953).

## Biografia

### Joventut
Boyer va realitzar interpretacions còmiques per als soldats mentre treballava com a encarregat d'hospital durant la Primera Guerra Mundial. Va començar els seus estudis breument a la Sorbona, tot i esperant l'oportunitat d'estudiar interpretació al Conservatori de París.
Charles Boyer comença la seva carrera al teatre, però és a Europa i a Hollywood on coneixerà els seus més importants èxits com a jove galan en el transcurs dels anys 20 i 30, inicialment en el cinema mut.
Les principals actrius de la seva època van ser les seves companyes: Bette Davis (All this and heaven too ), Greta Garbo (Maria Walewska, 1937), Marlene Dietrich (The Garden of Allah, 1936 ), Danielle Darrieux (Mayerling), Irene Dunne (Love Affair), Olivia de Havilland ( Hold Back the Dawn ), Ingrid Bergman (Hantise). Seguirà encara de tenir papers fins a la seva mort però amb un èxit menor. Amb tot, va ser el seu treball a Algiers (1938) el que li va donar la seva popularitat inicial.
En l'actualitat és més aviat recordat pel seu paper a la pel·lícula de 1944 Gaslight on tracta de convèncer el personatge d'Ingrid Bergman que estava perdent la raó.
El 1950, va aparèixer a l'escenari de Broadway amb un dels seus papers més importants, com Don Juan, al tercer acte de l'obra Man and Superman de George Bernard Shaw. Va ser dirigit per l'actor Charles Laughton. on Laughton va coprotagonitzar com el diable; amb Cedric Hardwicke com l'estàtua del comanador assassinat per Don Juan, i Agnes Moorehead com a Doña Ana, filla del comanador, una de les seves últimes conquestes. La producció va ser un èxit entre la crítica, i va ser gravada per Columbia Records, un dels primers enregistraments d'una obra dramàtica no musical.
El 1948, és nomenat cavaller de la Legió d'honor.
Es va suïcidar (amb d'una dosi de barbitúrics fatal) dos dies després de la defunció de la seva dona, Pat Paterson, de les conseqüències d'un càncer... i dos dies abans de celebrar el seu 79è aniversari. És enterrat al Holy Cross Cemetery a Los Angeles.

## Filmografia

### Cinema
| - L'Homme du large (1920) - Chantelouve (1921) - Le Grillon du foyer (1922) - Esclave (1922) - Infernal Circle (1928) - La Barcarolle d'amour (1929) - Captain Fracasse (1929) - Le Procès de Mary Dugan (1930) - Revolt in the Prison (1931) - The Magnificent Lie (1931) - Tumultes (1932) - The Man from Yesterday (1932) - Red-Headed Woman (1932) - La Bataille (1933) - L'Épervier (1933) - The Empress and I (1933, veu) - F.P.1 Doesn't Answer (1933) - Moi i l'impératrice (1933) - Liliom (1934) - The Battle (1934) - The Only Girl (1934) - Caravan (1934) - Caravane (1934) - Le Bonheur (1934) - Private Worlds (1935) - Cors trencats (Break of Hearts) (1935) - Shanghai (1935) - I Loved a Soldier (1936, pel·lícula inacabada) - Mayerling (1936) - The Garden of Allah (1936) - History Is Made at Night (1937) - Conquest (1937) - Tovarich (1937) - Orage (1938) - Algiers (1938) - Le Corsaire (1939) - Love Affair (1939) - When Tomorrow Comes (1939) - All This, and Heaven Too (1940) - Back Street (1941) - Hold Back the Dawn (1941) - Appointment for Love (1941) - Tales of Manhattan (1942) | - The Heart of a Nation (1943, només a la versió estatunidenca) - The Constant Nymph (1943) - Flesh and Fantasy (1943, tercer segment) - Gaslight (1944) - Together Again (1944) - The Fighting Lady (1944, només a la versió francesa) Narrador/a - Confidential Agent (1945) - The Battle of the Rails (1946) - Cluny Brown (1946) - A Woman's Vengeance (1948) - Arch of Triumph (1948) - The 13th Letter (1951) - The First Legion (1951) - The Happy Time (1952) - Thunder in the East (1952) - Madame de... (1953) - Boum sur Paris (1953) - The Cobweb (1955) - Nana (1955) - La sort de ser dona (1956) - La volta al món en vuitanta dies (1956) - Paris, Palace Hotel (1956) - It Happened on the 36 Candles (1957) (no surt als crèdits) - La Parisienne (1957) - Maxime (1958) - El bucaner (1958) - Fanny (1961) - Midnight Folly (1961) - Els quatre genets de l'apocalipsi (1962) - Adorable Julia (1962) - Love Is a Ball (1963) - A Very Special Favor (1965) - How to Steal a Million (1966) - Is Paris Burning? (1966) - Casino Royale (1967) - Barefoot in the Park (1967) - Hot Line (1968) - The April Fools (1969) - La boja de Chaillot (The Madwoman of Chaillot) (1969) - Horitzons perduts (Lost Horizon) (1973) - Stavisky (1974) - Nina, una qüestió de temps (1976) |

### Televisió
- Four Star Playhouse (29 episodis, 1952–1956)
- Charles Boyer Theater (1953)
- The Jackie Gleason Show (1 episodi, 1953)
- Toast of the Town (2 episodis, 1953)
- I Love Lucy episodi: Lucy Meets Charles Boyer (1956)
- Climax! (1 episodi, 1956)
- Hallmark Hall of Fame (1 episodi, 1957)
- Playhouse 90 (1 episodi, 1957)
- A Private Little Party for a Few Chums (1957)
- Goodyear Theatre (episodis desconeguts, 1957–1958)
- Alcoa Theatre (3 episodis, 1957–1958)
- What's My Line? (4 episodis, 1957–1958, 1962–1963)
- The Dinah Shore Chevy Show (1 episodi, 1960)
- The Dick Powell Show (4 episodis, 1962–1963)
- A Golden Prison: The Louvre (1964, presentador)
- The Rogues (8 episodis, 1964–1965)
- The Bell Telephone Hour (1 episodi, 1966)
- The Name of the Game (1 episodi, 1969)
- Film '72 (1 episodi, 1976)

### Papers curts
- The Candid Camera Story (Very Candid) of the Metro-Goldwyn-Mayer Pictures 1937 Convention (1937) (no surt als crèdits)
- Hollywood Goes to Town (1938)
- Les îles de la liberté (1943) Narrador/a
- Congo (1945) Veu
- On Stage! (1949)
- 1955 Motion Picture Theatre Celebration (1955) (no surt als crèdits)

## Premis i nominacions

### Premis
- 1943: Oscar honorífic

### Nominacions
- 1938: Oscar al millor actor per Conquest
- 1939: Oscar al millor actor per Algiers
- 1945: Oscar al millor actor per Gaslight
- 1953: Globus d'Or al millor actor dramàtic per The Happy Time
- 1957: Primetime Emmy al millor actor en sèrie dramàtica per Four Star Playhouse
- 1962: Oscar al millor actor per Fanny